# Вікіпедія мовою малаялам
Вікіпедія мовою малаялам (малаял. मराठी विकिपीडिया) — розділ Вікіпедії мовою малаялам. Створена 21 грудня 2002 року. Вікіпедія мовою малаялам станом на 28 березня 2025 року містить 86 689 статей, 191 161 зареєстрованого користувача, 239 активних дописувачів, 14 адміністраторів
. Загальна кількість сторінок у Вікіпедії мовою малаялам — 540 972, редагувань — 4 262 959, завантажених файлів — 7330
. Глибина (рівень розвитку мовного розділу) Вікіпедії мовою малаялам велика і становить 216.4 пунктів
.

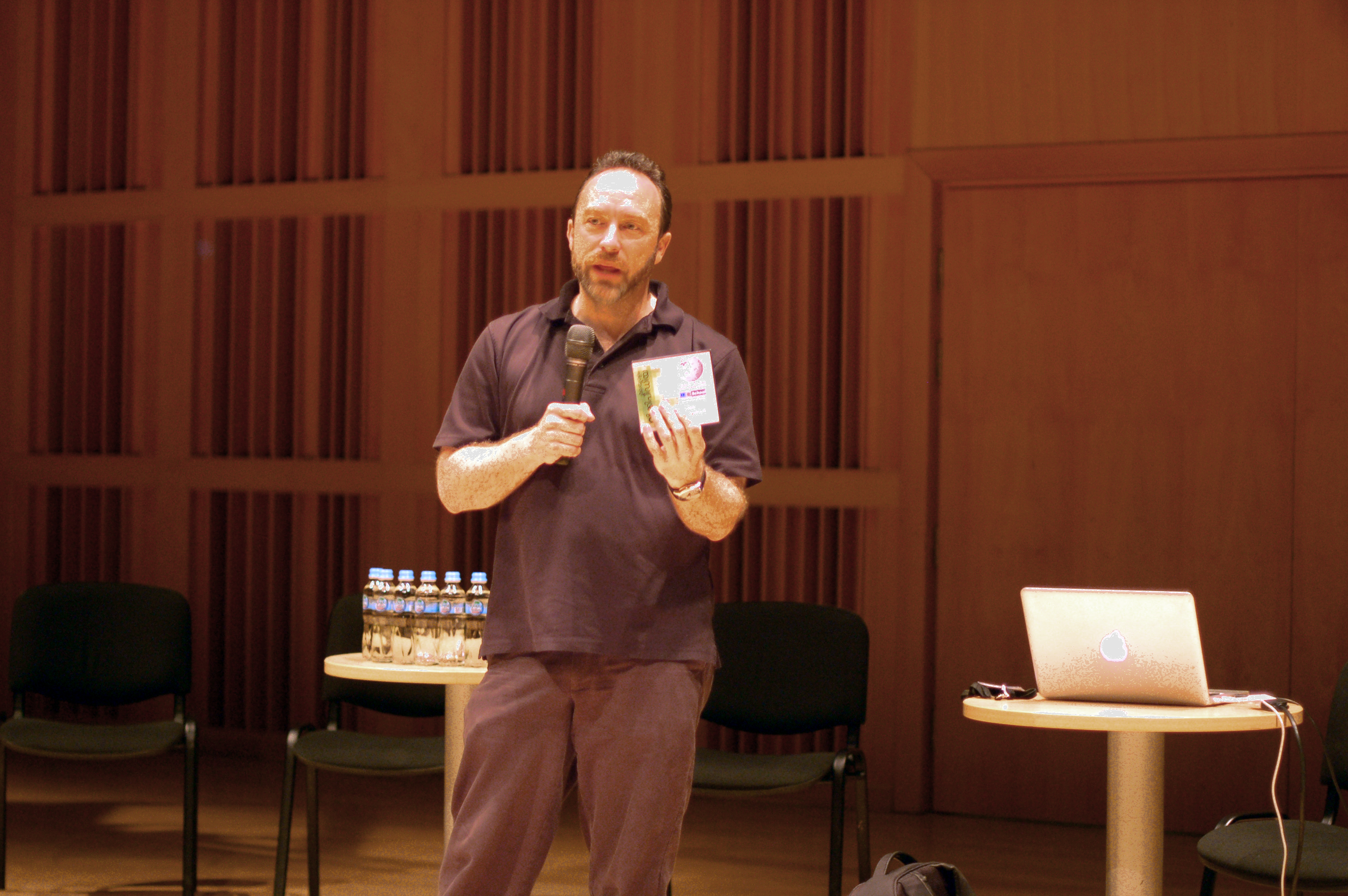
Джиммі Вейлз презентує CD-диски з 500-ма вибраними статтями з Вікіпедії мовою малаялам.
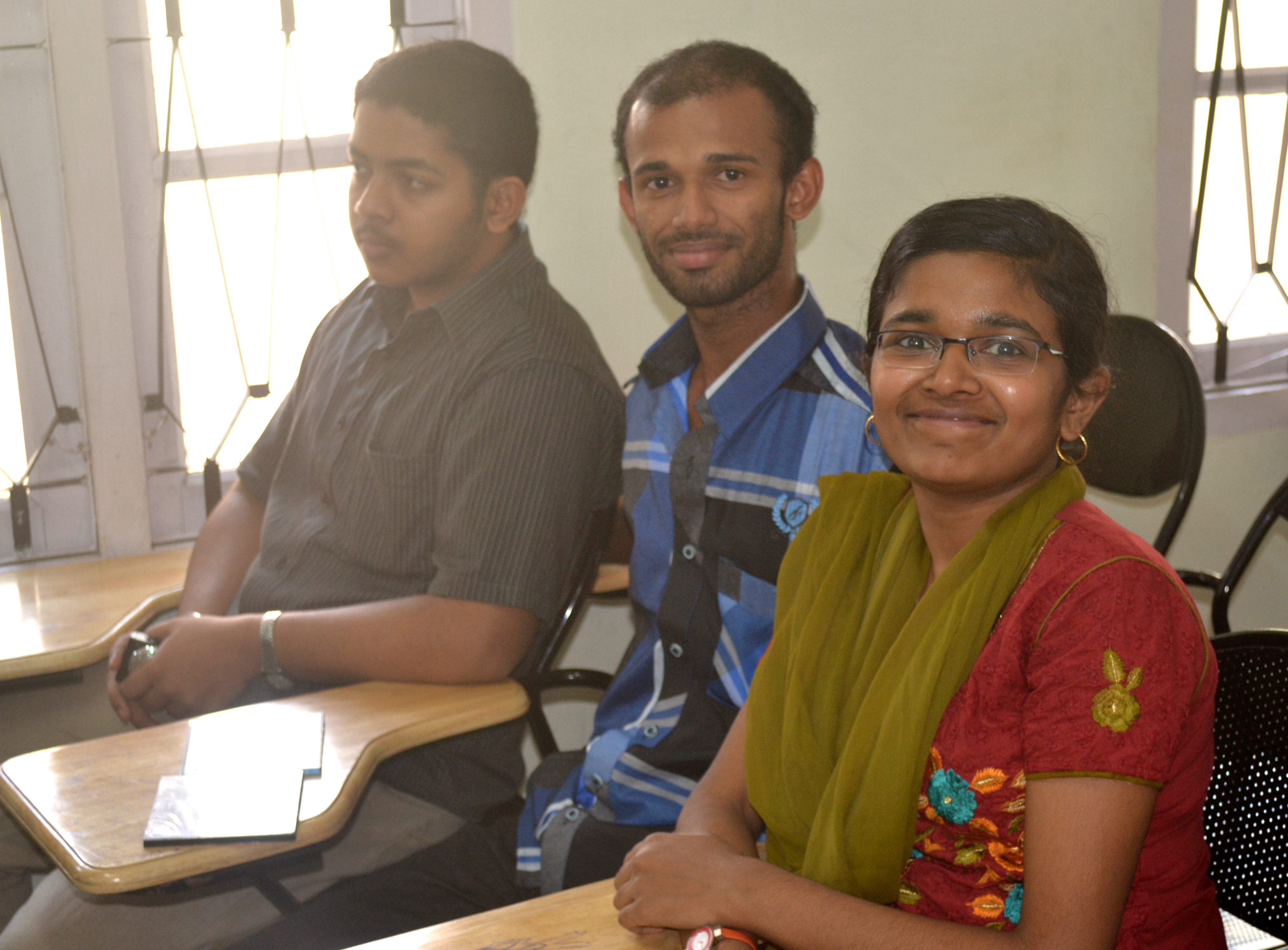
Дописувачі Вікіпедії мовою малаялам.
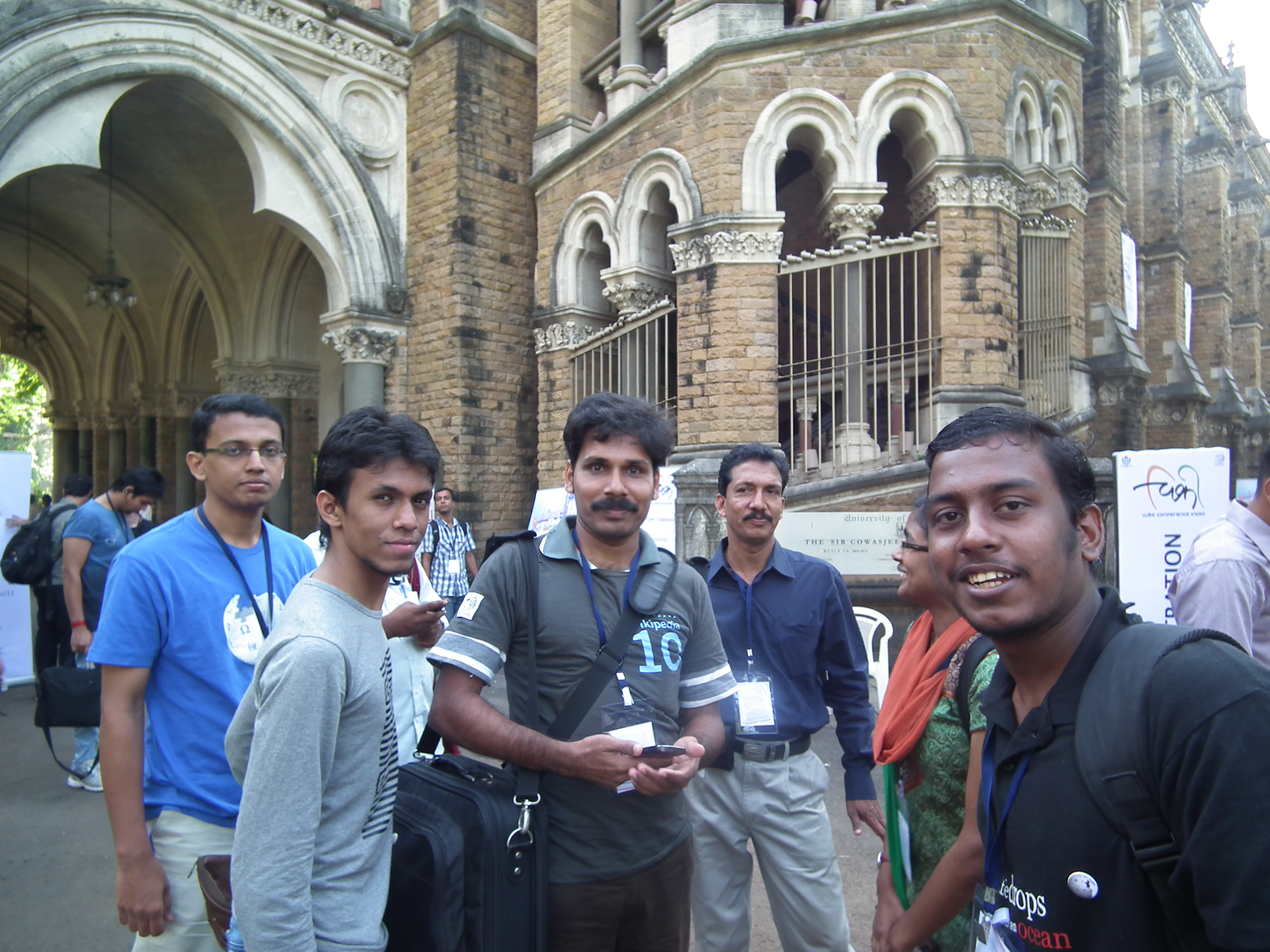
Дописувачі Вікіпедії мовою малаялам.
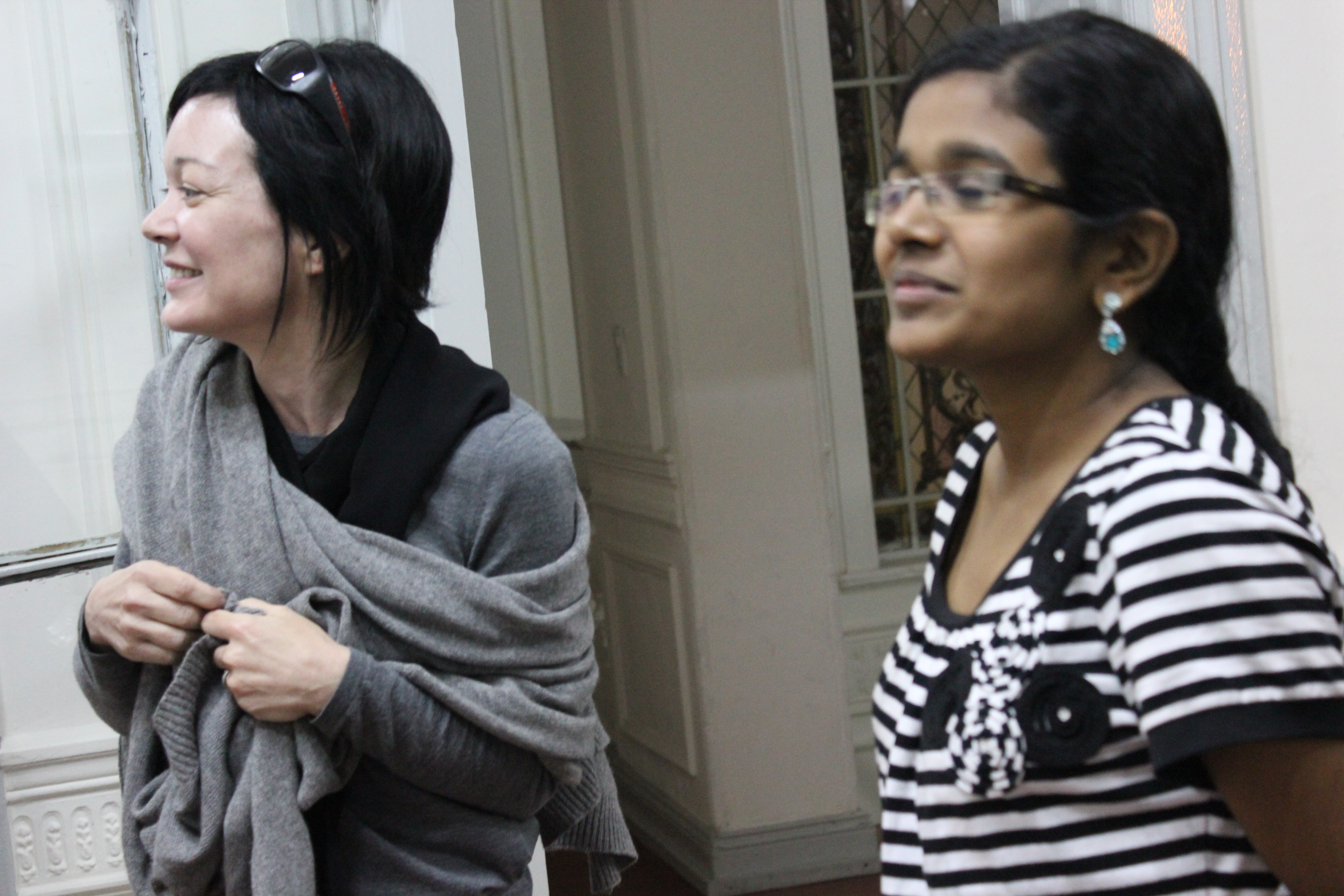
Дописувачки Вікіпедії мовою малаялам.